# Орехов, Леонид Эммануилович
Леонид Эммануилович Орехов (1915, Одесса, Российская империя — 1986, Одесса, Украинская ССР, СССР) — советский футболист, нападающий. Под 20-м номером вошёл в 50 лучших игроков одесского «Черноморца» по версии football.ua. Лучший бомбардир клуба 1936, 1937 и 1938 годов. Лучший бомбардир клуба в розыгрышах Кубка СССР (10 голов). Первым из одесских футболистов забил 50 мячей в чемпионатах и розыгрышах Кубка СССР.

## Игровая карьера
Уроженец Одессы. Во взрослый футбол начал играть в Виннице, где за местное «Динамо» в то время часто выступали одесситы. В 1936 году из Винницы переехал в одесское «Динамо». В 1937-м стал победителем первенства СССР в группе «В». С одесситами выступал также в классе «А» и классе «Б». В составе нынешнего «Черноморца» провёл 9 сезонов. Во время Великой Отечественной войны играл за различные одесские любительские коллективы. Завершил карьеву в 1947 году в николаевском «Судостроителе».

## Тренерская карьера
В 1949 году в тандеме с Макаром Гичкиным тренировал николаевский «Судостроитель».